# Кирпичный (Волгоградская область)
Кирпи́чный — хутор во Фроловском районе Волгоградской области России. Входит в Пригородное сельское поселение. В просторечии называется Первым отделением, так как когда-то являлся первым отделением совхоза «Зеленовский».

## География
Хутор расположен в 3 км северо-западнее посёлка Пригородный (северного пригорода Фролово, райцентра), у железнодорожной линии «Волгоград—Москва». Через железную дорогу к юго-западу от хутора в нескольких километрах находится микрорайон Грачи города Фролово.

## Население
| 2002 | 2010 |
| ---- | ---- |
| 266  | ↘213 |

## История
Предположительно основан в середине XX века как первое отделение совхоза «Зеленовский».

## Инфраструктура
Хутор газифицирован, дороги асфальтированные. Имеются два пруда, один из которых высох. Также на территории хутора было расположено: коровники, свинарники, отделение совхоза «Зеленовский». Имеется магазин. В 1,5 км южнее от хутора расположена водокачка. В здании бывшей школы ныне функционирует сельский дом культуры. Учащиеся бывшей школы на автобусе доставляются в школу посёлка Пригородный. Имеется ФАП. На западной окраине хутора располагается остановочная платформа Медовый. Имеется ангар для сверхлёгких самолётов.
Хутор по постройке разделяется на «Старый хутор» и «Новый хутор».

## День хутора
День хутора отмечается 27 сентября.